# Ikast Kirke
Ikast Kirke är en kyrka som ligger i samhället Ikast i Ikast-Brande kommun mitt på Jylland.

## Kyrkobyggnaden
Tidigare kyrka från medeltiden brann ned 4 december 1904 och ersattes av nuvarande kyrka som uppfördes 1907. Eftersom samhället växte fanns behov att utvidga kyrkan. 1966 byggdes kyrkans långhus ut med sidoskepp åt norr och söder. 26 maj 1968 återinvigdes kyrkan. År 2005 togs fyra tillbyggnader i bruk. I dessa tillbyggnader är kontor, församlingslokaler, handikapptoalett och vapenhus inhysta.
Nordost om kyrkan finns skulpturen Riv dette tempel ned som är utförd av skulptören Bjørn Nørgaard. 18 november 2012 avtäcktes skulpturen av Karsten Nissen, dåvarande biskop i Viborgs stift.

## Inventarier
- Orgeln med 20 stämmor är tillverkad av Marcussen & Søn och kom på plats vid ombyggnaden 1966.
- Vid ombyggnaden 1966 tillkom predikstolen och nuvarande altare med marmorbord.
- Vänster om altaret finns dopfunten av granit från 1907. I funten finns ett dopfat av mässing.
- I korets absid finns ett mosaikfönster som skildrar dopet. Mosaiken är utförd av Sven Havsteen-Mikkelsen.